# Pochazoides nigromaculata
Pochazoides nigromaculata är en insektsart som beskrevs av Schmidt 1906. Pochazoides nigromaculata ingår i släktet Pochazoides och familjen Ricaniidae. Inga underarter finns listade i Catalogue of Life.